# 罗因·梅特雷韦利
罗因·梅特雷韦利（1939年12月7日—）是格鲁吉亚历史学家、教育家和学术管理者，现任格鲁吉亚国家科学院院长。